# Yelverton Tegner (född 1946)
Sven Roland Yelverton Tegner, född 20 juni 1946, är en svensk läkare. Han är son till läkaren Sven-Olof Tegner.
Tegner är professor i idrottsmedicin och specialist i ortopedi. Han var under åren 1977-2014 lagläkare för Luleå Hockey. Därutöver har han varit läkare för F19-landslaget i fotboll och var med vid lagets Europaseger 1999. Vidare har han varit lagläkare för Plannja Basket, damlandslaget i basket och i fotboll.
Tegner tog läkarexamen vid Lunds universitet 1974 och disputerade 1986 vid Linköpings universitet på avhandlingen Cruciate Ligament Injuries - Rehabilitation and evaluation. Där presenterade han bl.a. ett sätt att värdera resultat efter skador på det främre korsbandet. Han var 1987 en av initiativtagarna till Svensk Ishockeyläkarförening. Han har de senaste decennierna bedrivit en omfattande idrottsmedicinsk forskning och har bland annat varit handledare för Inger Jacobsson till hennes avhandling Injuries among female football players. Sedan slutet av 1980-talet har han varit engagerad i handläggning av hjärnskakningar hos idrottsmän och medverkat till skapandet ett svenskt handläggningsprogram.
Efter tjänst på ortopedkliniken i Linköping flyttade han 1985 tillbaka till Luleå och efter fem år som överläkare på ortopedkliniken i Boden startade han 1990 tillsammans med Anders Henriksson det privata läkarhuset Hermelinen som han sålde 2010. Samma år utsågs han till professor i hälsovetenskap med inriktning på idrottsmedicin vid Luleå tekniska universitet. Numera bor han i Helsingborg.